# 今井教行
今井 教行（いまい のりゆき、1978年8月18日 - ）は、日本の男性シュートボクサー。東京都台東区出身。2006年から2009年までのリングネームはえなり のりゆきであった。シーザージム所属（職員としても働いている）。元SB日本スーパーバンタム級暫定王者。
えなりかずきを意識した衣装で入場し、入場曲は「渡る世間は鬼ばかり」のテーマ。スパッツにはドラマに出てくる中華料理店名である「幸楽」と書かれている。親交のある三又又三が言い出したことによりえなりのりゆきというリングネームが付けられた。
弟の今井秀行も元プロシュートボクサー。

## 来歴
高校入学前の15歳でシーザージムに入門。
アマチュアシュートボクシングを経て、2000年3月22日にプロデビュー。
2004年2月1日、シュートボクシング「∞-S 〜infinity-S〜 vol.1」でファントム進也と対戦予定であったが、中止となった。
2006年3月25日、リングネームをえなり のりゆきに変更し、江口光治に判定勝ち。改名以来、2007年2月25日まで6連勝を果たした。
2007年7月28日、ファントム進也と対戦し、右瞼カットによるTKO負け。連勝がストップした。
2008年9月12日、SB日本スーパーバンタム級暫定王座決定戦で崎村暁東と対戦し、5R+延長2Rを戦い抜き判定勝ちを収め暫定王座を獲得した。この試合は当初王者ファントム進也とのタイトルマッチと発表されていたが、ファントムの眼窩底骨折のため崎村との暫定王座決定戦が行われた。
2009年2月11日、SB初参戦となったマモルと対戦し、一本背負いでシュートポイントを奪われるなどして判定負けを喫した。
2009年9月4日、正規王者ファントム進也とSB日本スーパーバンタム級王座統一戦で対戦。2Rに肘打ちで額をカットし、ドクターストップによるTKO負け。暫定王座から陥落した。
2010年よりリングネームを本名に戻し、えなりキャラも封印することになった。
2010年2月13日、改名後の初試合で高嶋龍弘と対戦。高嶋の投げを受けリングに手をついた際に右肩を脱臼し、ドクターストップによるTKO負けとなった。

## 戦績
| キックボクシング 戦績 | キックボクシング 戦績 | キックボクシング 戦績 | キックボクシング 戦績 | キックボクシング 戦績 | キックボクシング 戦績 | キックボクシング 戦績 |
| --------------------- | --------------------- | --------------------- | --------------------- | --------------------- | --------------------- | --------------------- |
| 28 試合               | (T)KO                 | 判定                  | その他                | 引き分け              | 無効試合              |                       |
| 13 勝                 | 0                     | 13                    | 0                     | 0                     | 0                     |                       |
| 15 敗                 | 5                     | 10                    | 0                     | 0                     | 0                     |                       |

| 勝敗 | 対戦相手                      | 試合結果                                    | 大会名                                                                                               | 開催年月日     |
| ×    | 高嶋龍弘                      | 1R 2:26 TKO（ドクターストップ：右肩脱臼）   | SHOOT BOXING 25TH ANNIVERSARY SERIES 開幕戦 維新-ISHIN- 其の壱                                       | 2010年2月13日  |
| ×    | ファントム進也                | 2R 2:41 TKO（ドクターストップ：額カット）   | SHOOT BOXING 2009 武志道-bushido- 其の四 【SB日本スーパーバンタム級王座統一戦】                      | 2009年9月4日   |
| ×    | マモル                        | 3R終了 判定0-3                              | SHOOT BOXING 2009 武志道-bushido- 其の壱                                                             | 2009年2月11日  |
| ○    | 崎村暁東                      | 5R+延長2R終了 判定3-0                       | SHOOT BOXING 2008 火魂〜Road to S-cup〜 其の伍 【SB日本スーパーバンタム級暫定王座決定戦】            | 2008年9月12日  |
| ×    | 森田晃允                      | 3R終了 判定1-2                              | マーシャルアーツ日本キックボクシング連盟 「BREAK THROUGH 5 〜打破〜新東金ジム30周年記念 戦場の狼IV」 | 2008年7月20日  |
| ×    | 井口攝                        | 3R+延長R終了 判定0-3                        | SHOOT BOXING 2008 火魂〜Road to S-cup〜 其の弐                                                       | 2008年4月4日   |
| ×    | 崎村暁東                      | 3R終了 判定0-2                              | SHOOT BOXING ファン感謝イベント＆ヤングシーザー杯                                                    | 2007年11月30日 |
| ×    | ファントム進也                | 2R 2:03 TKO（ドクターストップ：右瞼カット） | SHOOT BOXING 2007 無双〜MU-SO〜 其の参                                                               | 2007年7月28日  |
| ○    | 高橋拓也                      | 3R+延長R終了 判定2-0                        | SHOOT BOXING 2007 無双〜MU-SO〜 其の壱                                                               | 2007年2月25日  |
| ○    | 脇田誠                        | 3R終了 判定3-0                              | SHOOT BOXING 2006 NEO ΟΡΘΡΟΖ Series FINAL                                                            | 2006年12月3日  |
| ○    | 佐藤英二                      | 3R終了 判定3-0                              | マーシャルアーツ日本キックボクシング連盟 「SURPRISING 6 〜東金ジム28周年記念 戦場の狼2〜」           | 2006年8月6日   |
| ○    | 大原清和                      | 3R+延長R終了 判定3-0                        | SHOOT BOXING 2006 NEO ΟΡΘΡΟΖ Series 4th                                                              | 2006年7月7日   |
| ○    | ファントム進也                | 3R+延長R終了 判定3-0                        | SHOOT BOXING 2006 NEO ΟΡΘΡΟΖ Series 3rd                                                              | 2006年5月26日  |
| ○    | 江口光治                      | 2分3R終了 判定3-0                           | SHOOT BOXING 2006 NEO ΟΡΘΡΟΖ Series 2nd                                                              | 2006年3月25日  |
| ×    | 龍鬼神                        | 3R 2:07 KO（右アッパー）                    | SHOOT BOXING 20th Anniversary Series 5th                                                             | 2005年11月25日 |
| ×    | ナグランチューン・マーサ・M16 | 3分3R終了 判定0-3                           | SHOOT BOXING 20th Anniversary Series 3rd                                                             | 2005年6月26日  |
| ×    | TOMONORI                      | 2R 1:54 KO（2ノックダウン：右ハイキック）   | IKUSA YGZ04 〜BIRD-BASE〜                                                                            | 2005年3月12日  |
| ×    | タイガー石井                  | 3分3R+延長R終了 判定0-3                     | SHOOT BOXING 2004 ∞-S 〜Infinity-S〜 Vol.5                                                           | 2004年11月5日  |
| ○    | 伊豆丸正人                    | 3分3R終了 判定3-0                           | SHOOT BOXING 2004 ∞-S 〜Infinity-S〜 Vol.2                                                           | 2004年4月18日  |
| ○    | 大川洋                        | 3分3R+延長R終了 判定2-1                     | SHOOT BOXING "S" of the world Vol.5                                                                  | 2003年9月23日  |
| ×    | 歌川暁文                      | 3分3R+延長R終了 判定0-3                     | SHOOT BOXING "S" of the world Vol.2                                                                  | 2003年4月13日  |
| ○    | 菊田光正                      | 3分3R終了 判定3-0                           | SHOOT BOXING The age of "S" Vol.5                                                                    | 2002年11月4日  |
| ×    | 中野岳                        | 3分3R終了 判定0-3                           | SHOOT BOXING The age of "S" Vol.1                                                                    | 2002年2月1日   |
| ×    | 市政貴文                      | 3分3R終了 判定0-3                           | SHOOT BOXING BE A CHAMP 4th STAGE                                                                    | 2001年11月20日 |
| ×    | 大川洋                        | 2R+延長R終了 判定0-2                        | SHOOT BOXING INVADE 5th Stage                                                                        | 2000年11月30日 |
| ○    | 伊藤洋平                      | 2R終了 判定3-0                              | SHOOT BOXING フレッシュバトル2000 ひめじ大会                                                         | 2000年7月23日  |
| ○    | 山形公紀                      | 2R終了 判定3-0                              | SHOOT BOXING INVADE 3rd Stage                                                                        | 2000年5月21日  |
| ○    | 大黒敏正                      | 2R+延長R終了 判定3-0                        | SHOOT BOXING INVADE 2nd Stage                                                                        | 2000年3月22日  |

## 獲得タイトル
- SB日本スーパーバンタム級暫定王座